# La Brava
La Brava és un mas a poc menys d'un km al sud-est del nucli de Siurana (l'Alt Empordà) catalogat l'Inventari del Patrimoni Arquitectònic de Catalunya. El mas de la Brava, situat a l'extrem sud del terme, prop de la carretera que va de Siurana a Sant Tomàs de Fluvià, és un casal de grans dimensions que presenta elements constructius de diverses èpoques.
La part més antiga (segle XIII-XIV) correspon a la torre, de planta rectangular i parament de carreuada, amb algunes espitlleres a la part superior, a la qual s'hi va afegir algunes obertures, com ara una finestra datable en el segle xvi, amb llinda sostinguda per mènsules incurvades.
El cos propi d'habitatge és de planta rectangular i a la façana destaquen el portal adovellat, i les finestres emmarcades amb pedres ben escairades, així com la cantonada. A la llinda d'una de les finestres podem llegir la data de 1610.